# 在日イスラエル人
在日イスラエル人（ざいにちイスラエルじん）は、日本に一定期間在住するイスラエル国籍の人々である。

## 統計
日本の法務省の在留外国人統計によると、2023年12月末時点で在日イスラエル人は720人である。
在留資格別（5位まで）
| 順位 | 在留資格                 | 人数 |
| ---- | ------------------------ | ---- |
| 1    | 永住者                   | 256  |
| 2    | 日本人の配偶者等         | 110  |
| 3    | 留学                     | 102  |
| 4    | 家族滞在                 | 87   |
| 5    | 技術・人文知識・国際業務 | 82   |

都道府県別（5位まで）
| 順位 | 都道府県 | 人数 |
| ---- | -------- | ---- |
| 1    | 東京     | 330  |
| 2    | 大阪     | 48   |
| 3    | 京都     | 46   |
| 4    | 神奈川   | 42   |
| 5    | 兵庫     | 31   |

## 著名人
- ボアズ・ハガイ
- ハルペン・ジャック
- アヴィ・マザルト